# 江州 (北宋)
江州，中国古代的州。
北宋时，在今广西壮族自治区崇左市东部设立的羁縻州——江州，属于邕州。所领。元朝时，归思明路。明朝洪武二十年（1387年），江州直隶广西布政司。东有归安水，西有绿眉水，下流俱合於丽江。领罗白县。距布政司二千一百十里。清朝属太平府，又称为土江州。